# Buzirabuye
Buzirabuye är ett vattendrag i Burundi.   Det ligger i provinsen Bururi, i den centrala delen av landet, 40 kilometer sydost om huvudstaden Bujumbura.
Omgivningarna runt Buzirabuye är en mosaik av jordbruksmark och naturlig växtlighet. Runt Buzirabuye är det ganska tätbefolkat, med 172 invånare per kvadratkilometer.